# Albert Deborgies
Albert Paul Deborgies, né le 6 juillet 1902 à Tourcoing et mort le 6 juin 1984 à Charleville-Mézières, est un joueur de water-polo français.
Il est champion olympique de water-polo aux Jeux olympiques d'été de 1924 à Paris et médaillé d'argent aux Championnats d'Europe 1927 à Bologne.